# Gonepteryx palmae
Gonepteryx palmae is een vlindersoort uit de familie van de Pieridae (witjes), onderfamilie Coliadinae.
Gonepteryx palmae werd in 1963 beschreven door Stamm.